# Prase bradavičnaté
Prase bradavičnaté (Phacochoerus aethiopicus) je divoké prase, které žije ve Východní Africe, např. v Keni, Somálsku, Ugandě a v Etiopii. Za své jméno vděčí třem párům bradavic v obličeji složených z chrupavčité a pojivové tkáně, jež dosahují u samců velikosti až 15 cm. Praseti bradavičnatému je podobné prase savanové (Phacochoerus africanus), které bylo dříve považováno za jeho poddruh.

## Popis

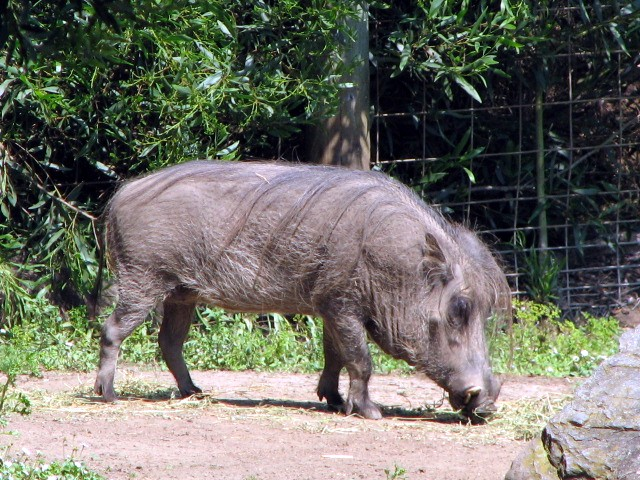
Prase bradavičnaté

Prase bradavičnaté je sudokopytník s válcovitým tělem o délce 1 – 1,5 m, ocas (často vzpřímený, obzvláště při běhu) měří mezi 35 a 50 cm. Výška se pohybuje v rozmezí 65 – 85 cm. Samci váží okolo 150 kg, samice jsou zhruba o pětinu lehčí. Zbarvení je šedé až žlutohnědé, kůže je z větší části lysá, štětin je méně než u prasete savanového a jsou také řidší. Na hřbetě vytvářejí krátkou hřívu. Obě pohlaví mají vyvinuté dlouhé kly, které mohou u samců měřit více než 60 cm.Prasata bradavičnatá mají špatný zrak, ale velmi dobrý sluch a čich. Od podobného prasete savanového se liší nižšíma nohama, delšími tesáky, slabším ochlupením a poněkud klabonosým profilem hlavy.

## Výskyt
V současnosti se vyskytuje především v aridních oblastech – polopouštích a křovinatém buši. Vyhrabává si nory, v kterých přespává, odpočívá a kde samice rodí mladé.

## Potrava
Živí se hlavně trávou, a to jak nadzemními částmi, tak i kořínky a oddenky. Živí se i dužnatými hlízami, které jsou pro něj v suchých oblastech vítaným zdrojem vody. V menší míře konzumuje i mršiny, bezobratlé živočichy a trus různých obratlovců.

## Rozmnožování
Pohlavní zralosti dosahují mezi 18-24 měsíci. Samci se však poprvé páří až ve věku čtyřech let. Období říje je mezi čtvrtým až pátým měsícem po období dešťů. Samice mají při páření mnoho partnerů. Březost trvá přes šest měsíců, což je nejdéle ze všech druhů prasat. Samice rodí v noře nejčastěji tři až čtyři selata, někdy však až osm, která mají po narození hmotnost od 0,4 do 0,8 kg. Selata stráví v doupěti asi 6 až 7 týdnů. Ve čtvrtém měsíci života je matka přestává kojit. V příhodných letech rodí samice i dvakrát do roka, druhý vrh ale bývá menší. Samci o mláďata nepečují. Dospělosti se však nedožije ani polovina mláďat, vzhledem k četným predátorům, kteří selata loví. Prasata bradavičnatá se v přírodě mohou dožít patnácti let, v zajetí i více než dvaceti.

## Poddruhy
Vědci rozeznávají dva poddruhy prasete bradavičnatého, z nichž jeden byl již vyhuben.
- Phacochoerus aethiopicus aethiopicus, nominátní, jižní poddruh. Vyskytoval se v Kapsku na jih od řeky Orange. Následkem intenzivního lovu a epidemie dobytčího moru byl kolem roku 1900 zcela vyhuben;
- Phacochoerus aethiopicus delamerei, severní poddruh, žijící dodnes v Somálsku, jihovýchodní Etiopii a severní Keni. Podle IUCN uváděn jako ohrožený.